# Drabina (dolina)

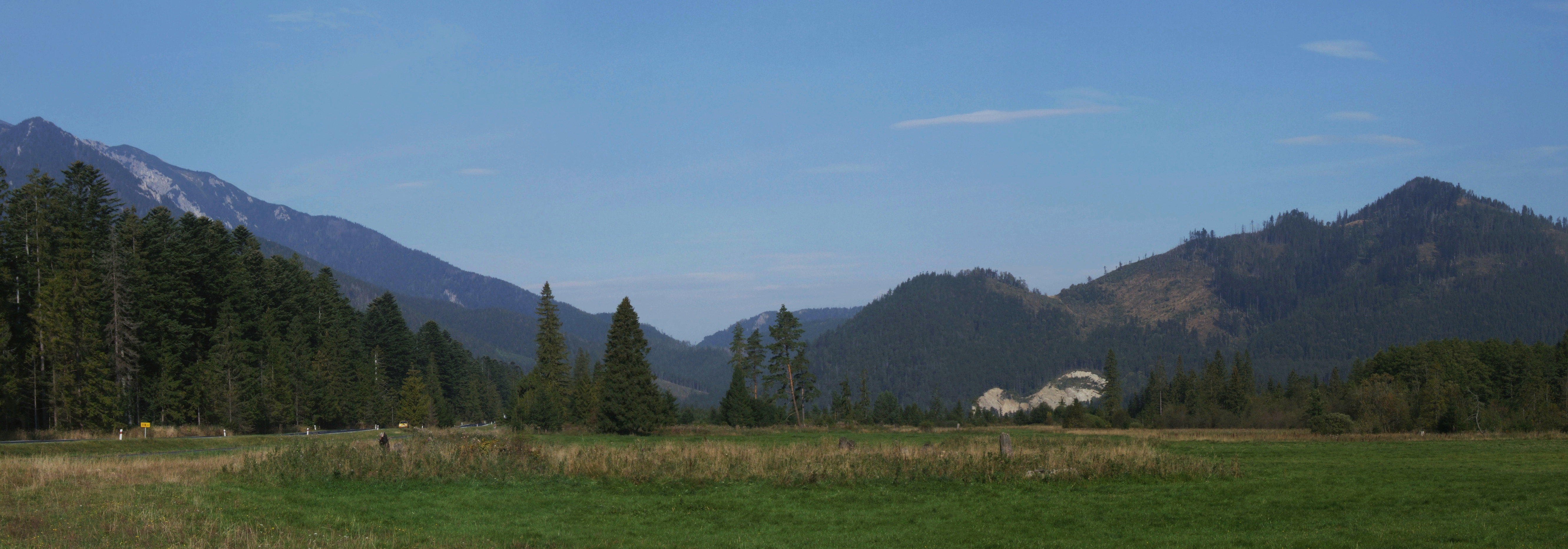
Drabina (po lewej), Kotliny i Magura Spiska

Drabina (niem. Quälgründchen, słow. Drabina, węg. Forrás-katlan) – dolina we wschodniej części Tatr Bielskich będąca prawym odgałęzieniem doliny Kotliny.
Jest to najbardziej na wschód wysunięta dolina całych Tatr. Jej ograniczenie tworzą:
- od południa – grań główna Tatr Bielskich na odcinku od Fajksowej Czuby przez Kobylą Przełęcz po Kobyli Wierch
- od północy – północno-wschodnie ramię Fajksowej Czuby[3].

Drabina ma wylot w miejscowości Tatrzańska Kotlina, naprzeciwko skrzyżowania Drogi Wolności z drogą do Lendaku. W wylocie tym znajduje się nieczynny kamieniołom, a nieco powyżej wylotu, w zboczach Kobylego Wierchu Jaskinia Bielska. 
Dolina jest wąska, płytko wcięta, ma jednostajne nachylenie i jest całkowicie porośnięta lasem. Znajduje się na obszarze ochrony ścisłej TANAP-u i nie prowadzi nią żaden szlak turystyczny.